# Gubacsidűlő
Gubacsidűlő est un quartier situé dans le 9e arrondissement de Budapest. 